# Radotice
Radotice település Csehországban, a Třebíči járásban. Radotice Bačkovice, Lovčovice, Menhartice, Jemnice, Jiratice és Police településekkel határos. Lakosainak száma 108 fő (2024. január 1.).

## Népesség
A település lakosságának változását az alábbi diagram mutatja:
| Lakosok száma | 228  | 283  | 302  | 248  | 204  | 135  | 122  | 125  | 98   | 108  |
|               | 1869 | 1900 | 1921 | 1961 | 1980 | 2011 | 2016 | 2019 | 2021 | 2024 |